# Antonio Tarver
Antonio Tarver född 21 november 1968 är en amerikansk professionell boxare och tidigare innehavare av VM-titeln i lätt tungvikt.
Tarver medverkade i en film från 2006 med Sylvester Stallone med titeln "Rocky Balboa".
9 juni 2007 mötte Tarver albanen Elvir Muriqi som han besegrade med alla domarrösterna.